# Ischiopsopha cupreopyga
Ischiopsopha cupreopyga är en skalbaggsart som beskrevs av Moser 1926. Ischiopsopha cupreopyga ingår i släktet Ischiopsopha och familjen Cetoniidae. Inga underarter finns listade i Catalogue of Life.